# Kimiko Date Krumm
Kimiko Date Krumm (クルム 伊達 公子 Krumm Date Kimiko?, n. 28 septembrie 1970, Kamigyō-ku⁠(d), Prefectura Kyoto, Japonia) este o tenismenă din Japonia.
De-a lungul carierei sale, a câștigat peste 200 de meciuri în turnee, printre care 4 titluri Japan Open.
După ce s-a retras din sport în 1996, a revenit în 2008. A câștigat „2009 Hansol Korean Open”, devenind astfel a doua cea mai în vârstă jucătoare de tenis care a câștigat un turneu la simplu WTA.

## Cariera
A început tenisul la vârsta de 7 ani, iar la 17 an a ajuns în semifinala Campionatului național japonez de tenis.
După ce a devenit profesionistă în 1989, Date a fost o prezență permanentă în eșeloanele superiore ale turneelor WTA și ITF, fiind cunoscută datorită tenacității sale.

## Viața personală
Date este căsătorită cu Michael Krumm, un pilot german de formula FIA GT. Locuiesc la Tokio.

## Titluri (8)

### Simplu (8)
| Legenda: Înainte de 2009 | Legenda: Începând din 2009 |
| ------------------------ | -------------------------- |
| Turnee Grand Slam (0)    |                            |
| Campionate WTA (0)       |                            |
| Tier I (1)               | Premier Mandatory (0)      |
| Tier II (2)              | Premier 5 (0)              |
| Tier III (3)             | Premier (0)                |
| Tier IV & V (1)          | International (1)          |

| Titluri după suprafață |
| Tare (7)               |
| Iarbă (0)              |
| Zgură (0)              |
| Covor (1)              |

| Nr. | Data               | Turneu                                    | Suprafața | Oponent în finală       | Scor în finală |
| 1.  | 6 aprilie 1992     | Tokio, Japonia (Japan Open)               | Tare      | Sabine Appelmans        | 7–5, 3–6, 6–3  |
| 2.  | 5 aprilie 1993     | Japan Open                                | Tare      | Stephanie Rottier       | 6–1, 6–3       |
| 3.  | 10 ianuarie 1994   | Medibank International, Sydney, Australia | Tare      | Mary Joe Fernandez      | 6–4, 6–2       |
| 4.  | 4 aprilie 1994     | Tokio, Japonia (Japan Open)               | Tare      | Amy Frazier             | 7–5, 6–0       |
| 5.  | 30 ianuarie 1995   | Toray Pan Pacific Open,Tokio, Japonia     | Covor (I) | Lindsay Davenport       | 6–1, 6–2       |
| 6.  | 15 aprilie 1996    | Tokio, Japan (Japan Open)                 | Tare      | Amy Frazier             | 6–4, 7–5       |
| 7.  | 19 august 1996     | San Diego Open                            | Tare      | Arantxa Sánchez Vicario | 3–6, 6–3, 6–0  |
| 8.  | 27 septembrie 2009 | Hansol Korea Open, Seoul, Coreea de Sud   | Tare      | Anabel Medina Garrigues | 6–3, 6–3       |

### Dublu (1)
| Legenda: Înainte de 2009 | Legenda: Începând din 2009 |
| ------------------------ | -------------------------- |
| Turnee Grand Slam (0)    |                            |
| Campionate WTA (0)       |                            |
| Tier I (0)               | Premier Mandatory (0)      |
| Tier II (0)              | Premier 5 (0)              |
| Tier III (1)             | Premier (0)                |
| Tier IV & V (0)          | International (0)          |

| No. | Datea           | Turneu     | Suprafața | Partener    | Oponent în finală       | Score               |
| 1.  | 21 aprilie 1996 | Japan Open | Hard      | Ai Sugiyama | Amy Frazier Kimberly Po | 7–6(6), 6–7(6), 6–3 |

## Finale pierdute (8)

### Simplu (6)
| Legenda: Înainte de 2009 | Legenda: Începând din 2009 |
| ------------------------ | -------------------------- |
| Turnee Grand Slam (0)    |                            |
| Campionate WTA (0)       |                            |
| Tier I (1)               | Premier Mandatory (0)      |
| Tier II (2)              | Premier 5 (0)              |
| Tier III (3)             | Premier (0)                |
| Tier IV & V (0)          | International (0)          |

| Nr. | Data               | Turneu                                                | Suprafață | Oponent în finală | Scor în finală |
| 1.  | 12 august 1991     | LA Women's Tennis Championships, Manhattan Beach, SUA | Tare      | Monica Seles      | 6–3, 6–2       |
| 2.  | 8 februarie 1993   | Turneul Osaka, Japonia                                | Covor (I) | Jana Novotna      | 6–1, 6–3       |
| 3.  | 20 septembrie 1993 | Nichirei International Championships, Tokio, Japonia  | Tare      | Amanda Coetzer    | 6–3, 6–2       |
| 4.  | 25 martie 1995     | Miami Masters, Key Biscayne, SUA                      | Tare      | Steffi Graf       | 6–1, 6–4       |
| 5.  | 10 aprilie 1995    | Japan Open                                            | Tare      | Amy Frazier       | 7–6(5), 7–5    |
| 6.  | 22 mai 1995        | Internationaux de Strasbourg, Franța                  | Zgură     | Lindsay Davenport | 3–6, 6–1, 6–2  |

### Dublu (2)
| Legenda: Înainte de 2009 | Legenda: Începând din 2009 |
| ------------------------ | -------------------------- |
| Turnee Grand Slam (0)    |                            |
| Campionate WTA (0)       |                            |
| Tier I (0)               | Premier Mandatory (0)      |
| Tier II (0)              | Premier 5 (0)              |
| Tier III (0)             | Premier (0)                |
| Tier IV & V (1)          | International (1)          |

| Nr. | Data               | Turneu                                                 | Suprafață | Parteneră      | Oponent în finală                | Scor             |
| 1.  | 6 aprilie 1992     | Japan Open                                             | Tare      | Stephanie Rehe | Amy Frazier Rika Hiraki          | 5–7, 7–6(5), 6–0 |
| 2.  | 14 septembrie 2009 | Guangzhou International Women's Open, Guangzhou, China | Tare      | Sun Tiantian   | Olga Govortsova Tatiana Poutchek | 3–6, 6–2, [10-8] |

## Cronologie a performanțelor la Grand Slam simplu
| Evenimente Grand Slam         |     |     |     |     |     |      |      |     |     |     |     |       |
| Australian Open               | A   | 4R  | 2R  | 2R  | 2R  | SF   | 3R   | 2R  | A   | 1R  | 1R  | 14–9  |
| French Open                   | 2R  | A   | A   | 4R  | 2R  | 1R   | SF   | 4R  | A   | A   | 2R  | 14–7  |
| Wimbledon                     | 1R  | 2R  | 1R  | 2R  | A   | 3R   | QF   | SF  | A   | 1R  | 1R  | 13–9  |
| US Open                       | 1R  | 2R  | 2R  | 2R  | QF  | QF   | 4R   | 1R  | A   | A   | 1R  | 14–9  |
| Grand Slam Câștiguri-Pierderi | 1–3 | 5–3 | 2–3 | 6–4 | 6–3 | 11–4 | 14–4 | 9–4 | 0–0 | 0–2 | 1-4 | 55–34 |